# Coglio
Coglio (in dialetto ticinese Coi) è una frazione di 99 abitanti del comune svizzero di Maggia, nel Canton Ticino (distretto di Vallemaggia).

## Geografia fisica
Il villaggio di Coglio è delimitato da elementi naturali: a nord principalmente la cresta della montagna segna il confine con Giumaglio, a ovest il fiume Maggia lo separa da Lodano, a sud da Maggia e a est verso Brione Verzasca è delimitato dalla cresta della montagna.

## Origini del nome
Coglio è una parola longobarda che significa "porzione di terreno".

## Storia
Il paese è attestato in un documento del 1182 come una vicinia; nel 1237 fu indicato in un documento come Coni (da questa parola potrebbe derivare il nome in dialetto Coi), nel 1281 Convio, nel 1591 Coio e nella prima metà del XIX secolo Colio. Nel 1517 fra Coglio e Giumaglio vi fu una vertenza territoriale e si decise quindi di fissare i confini. Nel XVI secolo (1528, 1580) la comunità di Coglio tentò di staccarsi dalla parrocchia di Maggia, ma ci riuscì solo nel 1698.
L'agricoltura costituì per secoli la principale risorsa per il paese (viticoltura); ora l'attività è abbandonata salvo alcune eccezioni. Coglio fu uno dei più poveri paesi della Vallemaggia e nel XX secolo si registrò una forte emigrazione verso la California.

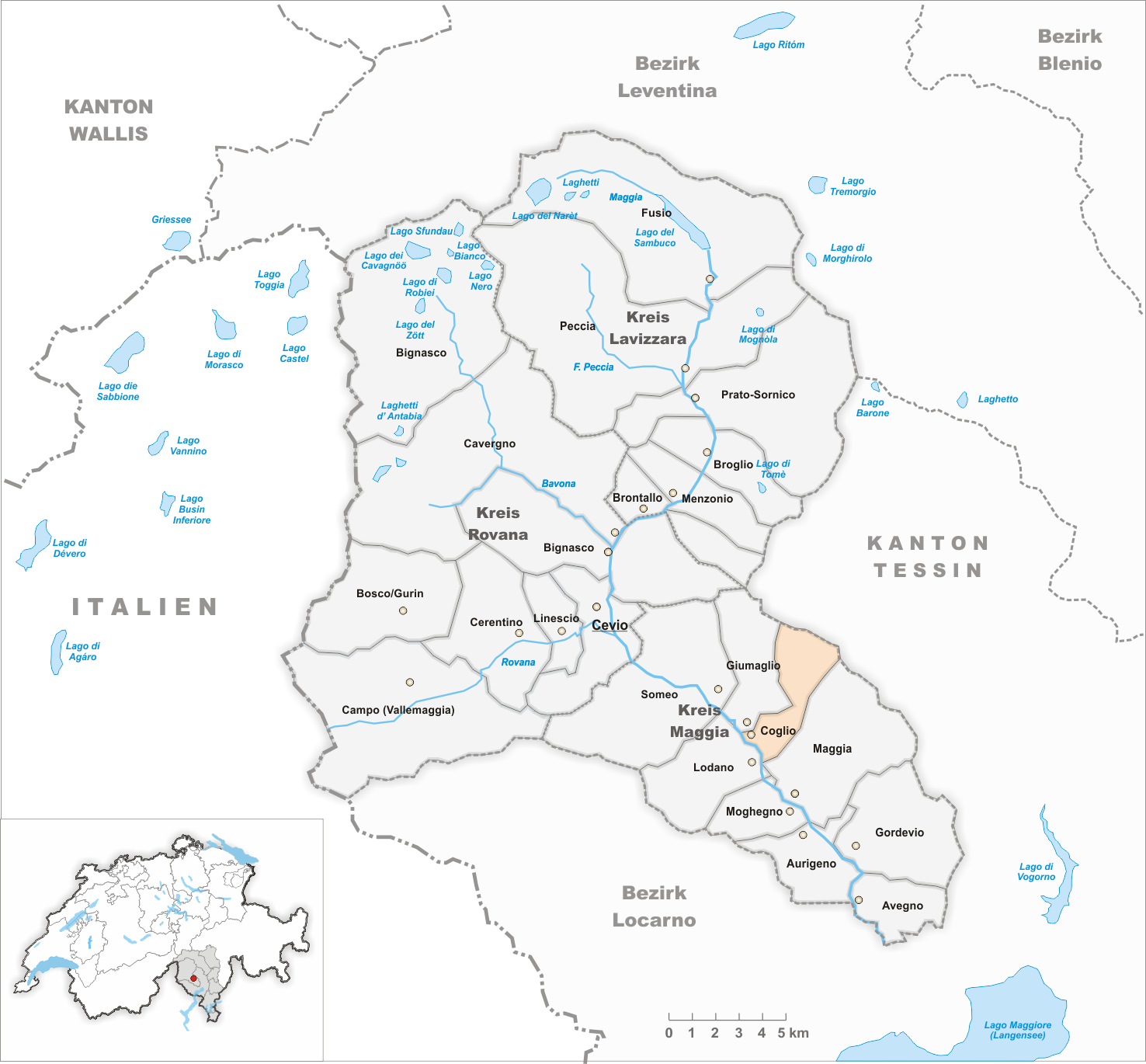
Il territorio del comune di Coglio prima degli accorpamenti comunali del 2004

Già comune autonomo che si estendeva per 9,55 km², il 4 aprile 2004 è stato accorpato al comune di Maggia assieme agli altri comuni soppressi di Aurigeno, Giumaglio, Lodano, Moghegno e Someo. La fusione è stata approvata da una votazione popolare il 22 settembre 2002 (40 favorevoli, 14 contrari) e ratificata dal Gran Consiglio l'8 ottobre 2003.

### Simboli
Lo stemma dell'ex comune di Coglio, in uso fino al 2004, è blasonato come segue: d'azzurro, alla colomba sorante d'argento, a tre foglie di verde moventi dalla punta. Sullo stemma vi sono due elementi naturalistici: le tre foglie, riprese da un vecchio sigillo comunale della prima metà del XIX secolo, e la colomba, ripresa da un'acquasantiera dell'ossario, rievocando la storia amministrativa e politica-religiosa del paese.

## Monumenti e luoghi d'interesse

### Architetture religiose
- Chiesa parrocchiale della Madonna del Carmelo, eretta alla fine del XVII secolo e consacrata nel 1703[1];
- Ossario, eretto nel XVIII secolo[1] (1765) in stile barocco e adornato con pitture e bassorilievi[senza fonte];
- Croce cimiteriale del 1719[1], posta tra la chiesa e l'ossario[senza fonte];
- Due cappelle[senza fonte].

### Architetture civili
- Case del XVII-XVIII secolo[1], con pareti in sasso e tetti in beola[senza fonte];
- Lavatoio del XVII secolo[1];
- Grotto Predagiana (ora casa d'abitazione), con in facciata reca un dipinto che rappresenta Guglielmo Tell di Pietro Mazzoni (1933)[senza fonte];
- Maso con cantine a ovest del nucleo[senza fonte].

### Altro
- Due massi cuppellari[senza fonte];
- Dipinto murale di Giovanni Antonio Vanoni[senza fonte];
- Vigneto storico rinnovato nel 2004[senza fonte].

## Società

### Evoluzione demografica
L'evoluzione demografica è riportata nella seguente tabella:
Abitanti censiti

## Infrastrutture e trasporti
Dal 1907 al 1965 comune è stato servito dalla stazione di Coglio-Giumaglio della ferrovia Locarno-Ponte Brolla-Bignasco.

## Amministrazione
Ogni famiglia originaria del luogo fa parte del cosiddetto comune patriziale e ha la responsabilità della manutenzione di ogni bene ricadente all'interno dei confini della frazione.